# الإنترنت في مصر
بدأ استخدام الإنترنت في مصر في عام 1992م، حين تمّ تمديد بنية تحتيّة بين شبكة الجامعات المصريّة وشبكة «بت نت» الفرنسيّة، إلى جانب بدء استخدام شبكة اتصالات الإنترنت. واقتصر توفير الخدمة وقتها على جهتين فقط، هما شبكة الجامعات المصرية ومركز المعلومات. ومع بداية عام 1994م بدأ المركز في إدخال خدمة الإنترنت للوزارات والهيئات الحكومية والمحافظات، وتخصصت شبكة الجامعات في إمداد المعاهد الأكاديمية والجامعات بالخدمة، وبداية من عام 1997 بدأ المركز في خصخصة خدمات الإنترنت من خلال إتاحة الخدمات لعدد من الشركات الخاصة كمزودين للخدمة ISPs والذين يقومون بدورهم ببيع الخدمة للمواطنين والشركات، وفي عام 1997 تواجد بالسوق المصري 16 شركة خاصة لتقديم خدمات الإنترنت ارتبطت من خلال بوابات «المصرية للاتصالات» ووصل عدد الشركات العاملة في هذا المجال إلى حوالي 68 شركة بحلول عام 2000م 
وفي عام 2002 بدأت الحكومة المصرية في مبادرة الإنترنت المجانية وهي عبارة عن مشروع تبنته وزارة الاتصالات وتكنولوجيا المعلومات بعقد شراكة بين شركة المصرية للاتصالات وشركات مزودي خدمة الإنترنت لتقديم خدمة الاتصال بالإنترنت بتكلفة المكالمة العادية مع اقتسام تلك القيمة بنسبة 30% للمصرية للاتصالات و 70% لشركات تقديم خدمة الإنترنت، في عام 2004 أطلقت الحكومة مبادرة الإنترنت فائقة السرعة (adsl)، ودخلت في هذه المبادرة سبع شركات وكان سعر الاشتراك الشهري لسرعة 256k عند بداية تقديم هذه الخدمة يصل إلى 150 جنيها مصريا، وتم تخفيض هذا المبلغ إلى 95 جنيها في الشهر اعتبارا من 13 يونيو 2006.
في يوليو 2007 أعلن وزير الاتصالات المصري طارق كامل عن تطبيق نظام جديد حيث تم تحديد كمية التحميل حسب سرعة الاشتراك. فمثلا تحميل 2 جيجا بايت في الشهر لسرعة 256k بسعر 45 جنيها وهكذا أسس الهيكل الجديد لتخفيضات الإنترنت، الجهاز القومي لتنظيم الاتصالات
.
وفي أبريل 2008 قدمت خدمة ADSL+2 التي تصل السرعات بها إلى 24 ميجا / الثانية.
وفي مايو 2015 قدمت خدمه VDSL2 التي تصل السرعات بها إلي 100 ميجا / الثانية.

## عدد مستخدمي الإنترنت في مصر
وطبقا لأحدث تقارير وزارة الاتصالات المصرية 2019[محل شك]، زادت أعداد مستخدمي الهاتف الأرضي (الثابت) إلى 8.2 ملايين مستخدم خلال يونيو، عدد مشتركي خدمات الإنترنت الثابت في مصر نحو 7.17 مليون اشتراك وذلك باحدث تقرير لها بنهاية أكتوبر 2019، بحسب بيانات وزارة الاتصالات وتكنولوجيا المعلومات. يوجد أكثر من 45 مليون مستخدم [محل شك] للإنترنت في مصر أي ما يوازي 50 % من تعداد السكان البالغ عددهم حوالي 100 مليون نسمة[بحاجة لمصدر].

## مجهزو خدمة الإنترنت
قال التقرير الذي حمل عنوان الثورة الثانية أو (ثورة 2.0) - على نمط الطريقة التي تكتب بها أسماء الإصدارات المطورة من برامج الحاسوب - أن عدد مستخدمي الإنترنت في مصر قبل 25 يناير كانون الثاني كان يبلغ 21.2 مليون شخص لكنهم وصلوا إلى 23.1 مليون بعد هذا التاريخ بزيادة نسبتها 8.9 بالمئة أو ما يعادل 1.9 مليون مستخدم.
وأشار التقرير الذي حصلت عليه رويترز مؤخرا إلى تزايد فترات استخدام شبكة الإنترنت إذ أصبح المستخدم في مصر يقضي 1800 دقيقة شهريا على الشبكة بعد الثورة مقارنة مع 900 دقيقة قبلها. وارتفعت السعة الدولية لخدمات الأنترنت إلى 23.7 مليون نبضة[بحاجة لمصدر] ووصلت السعة الدولية للانترنت إلى نحو 2576.30 مليار نبضة/ث بنهاية سبتمبر 2019 

## انقطاع الإنترنت في مصر
في 31 يناير 2008 حدث انقطاع شبه كامل للشبكة الدولية للإنترنت في مصر وبعض دول الشرق الأوسط وجنوب آسيا، بعد انقطاع كابلين بحريين رئيسيين هما سي.مي.وي. فور وفلاج، واللذان يمثلان العمود الفقري للإنترنت في منطقة الشرق الأوسط وجنوب آسيا، وأعلن الدكتور طارق كامل وزير الاتصالات المصري عن إنشاء غرفة عمليات لإدارة الأزمة مشيرا إلي أن الخدمة ستعود إلي طبيعتها خلال 10 أيام. وقال الوزير أن الأعطال في شركات تقديم خدمات الإنترنت تراوحت بين 70 و 75% وأن مراكز الاتصال تأثرت نتيجة انقطاع الكابلين بنسبة 30% بينما لم تتأثر مطلقا الاتصالات الدولية في مصر.
وقد سادت حالة من الركود داخل مقاهي الإنترنت في مصر، وتوقفت أيضا حركة المصارف التي تستخدم خدمة الإنترنت، واعتمدت في إرسال المعلومات بين فروع المصارف المختلفة علي الفاكس والهواتف والمواصلات 

## الحجب والرقابة
في حين أن الإنترنت لم يمكن محجوبا بشكل صريح تحت حكم الرئيس المصري حسني مبارك، إلا أن نظامه ظل متابعا على نقّاده من المدونين معتقلا إياهم بشكل متكرر. وكان نجاح ثورة 25 يناير أتاح نافذة أوسع لحرية التعبير في مصر، وخاصة على الشبكة. وكانعكاس لذلك التغييرات الجذرية، قامت منظمة مراسلون بلا حدود برفع اسم مصر من قائمة أعداء الإنترنت في مارس 2011 وأدرجتها في قائمة الدول بإنترنت «تحت المراقبة».
في مارس 2012 ذكرت مراسلون بلا حدود:

احتفل بالذكرى الأولى للثورة المصرية في أجواء من اللايقين والشك والتوتر بين سلطة عسكرية مُتحدّاة، وحركة احتجاجية تسعى لموجة ثانية، وإسلاميون منتشون بنصر. تعرض نُقاد للجيش من المدونين و«مواطنين رقميين» للتحرش، التهديد، وأحيانا الاعتقال.

المجلس الأعلى للقوات المسلحة، الذي قاد البلاد منذ فبراير 2011، لم يُثبت أساليب حسني مبارك في السيطرة على المعلومات وحسب، بل زادها. تعرض كثير من الصحفيين والمدونين الساعين لفضح الانتهاكات المرتكبة خلال فترة الهبّة المناصرة للديمقراطية على يد بعض عناصر الجيش والشرطة العسكرية تعرضو للمحاكمة أمام محاكم عسكرية، وتعرضوا أحيانا للحبس لعدة شهور.

باستخدام البيانات والمعلومات التي جُمعت خلال عام 2010، صُنفت حرية الإنترنت في مصر ك«حرة جزئيا» بحسب تقرير «الحرية على الإنترنت لعام 2011» الذي نشرته مؤسسة فريدوم هاوس.
في أغسطس 2009، أفادت تقارير مبادرة OpenNet غياب أدلة لوجود تصفية للإنترنت في مصر في أي من المجالات الأربع التي شملها التقرير وهي (السياسية، الاجتماعية، الأمن\النزاعات وأدوات الإنترنت).
يقدم عدد من مزودي خدمة الإنترنت في مصر خدمات تصفية إختيارية لحجب المواقع الإباحية؛ عرضت تي إي داتا خدمات إنترنت مُتحكم بها بحيث تمنع كل محتوى غير لائق على الإنترنت يعرض "الأطفال لأى عنف أو انحراف ثقافى أو أخلاقى ينافى حضارتنا وثقافتنا وأسلوب تربيتنا.
في 2005، استمرت السلطات المصرية بتشجيع وبوضع عراقيل على استخدام الإنترنت. فعلى سبيل المثال، في فبراير، أمرت وزارة الداخلية المصرية مديري مقاهي الإنترنت وملاكها بتسجيل أسماء وأرقام بطاقات زبائنها، وهددت بقفل المقاهي إن رفضو الانصياع. شُجبت هذه الممارسات من قبل الشبكة العربية لمعلومات حقوق الإنسان في القاهرة، والتي وصفتها بانها «خرق سافر للحق في الخصوصية». في أغسطس 2008، رفعت السلطات من مستوى الرقابة بطلبها من زبائن مقاهي الإنترنت بتوفير أسمائهم، عناوين بريدهم الإلكترونية وأرقام هواتفهم ليحصلو على رسالة نصية على هواتفهم الجوالة تحمل رقما ليستخدموه للولوج للإنترنت.
مع تنامي فضاء التدوين المصري، كذلك تنامت الحملات ضد المدونين ومستخدمي الإنترنت. فمثلا، حُكم في فبراير 2007 على المدون عبد الكريم نبيل سليمان عامر («كريم عامر») بالسجن أربع سنوات بتهمة «التحريض على كراهية الإسلام» على مدونته ولإهانة الرئيس. أضحى مذّاك رمزا للاضطهاد على الشبكة للمدونين في مصر. تعرض مدونون مصريون آخرون للاعتقال لنشاطهم على الإنترنت، وحُكم على بعضهم بالحبس. محمد رأفت، محرر مدونة مطبات (matabbat.blogspot.com)، اعتقلته أجهزة الأمن في أغسطس 2008 تحت مظلة قانون الطوارئ. وجه لرأفت إتهامات «إهانة مؤسسات الدولة، وتكدير السلم العام، والتحريض على التظاهر والإضراب باستخدام الإنترنت».
في قضية محورية عام 2007، رفض قاضي محكمة إدارية قضية رُفعت أمامه لحجب 49 موقعا في مصر. أكدت المحكمة على دعمها للحق في التعبير طالما لا تمس تلك المواقع المعتقدات أو النظام العام. إلا أننه، وفي مايو 2009، حكمت محكمة في القاهرة أنه يجب على الحكومة المصرية حجب المواقع الاباحية، لأنها تمس الدين وقيم المجتمع. رفع القضية محامٍ أشار إلى قضية حُكم فيها رجل مصري وزوجته بالحبس لبدءهم موقع تبادل جنسي على الإنترنت كمثال على «المخاطر التي يمثلها مثل هذه المواقع». لم تنفذ السلطات ذلك الحكم بعد.
شهدت مصر زيادة في استخدام فيسبوك من النشطاء الاجتماعيين، الأمر الذي أنذر الحكومة من القوة الكامنة للموقع. وكنتيجة لذلك، دارت شائعات بأنه قد يتم حجبه، خاصة بعدما قامت مجموعة من النشطاء بحشد لمظاهرات إضراب عام في 2008 ضد غلاء اسعار الغذاء وحكومة حسني مبارك.
في 28 مارس 2011، اعتقل ضباط جيش المدون مايكل نبيل من منزله في القاهرة. وجه المدعي العسكري له تهم «إهانة مؤسسة الجيش» و«نشر أخبار كاذبة» لمدونات تنتقد دور الجيش في أثناء المظاهرات المناوئة للحكومة. في 10 أبريل حكمت محكمة عسكرية على نبيل بالحبس ثلاث سنوات، في ما وصفته هيومان رايتس ووتش بنكسة جديدة لحرية التعبير في حقبة ما بعد مبارك. لم تكن العقوبة غليظة وحسب، ولكنها كانت صادرة من محكمة عسكرية ضد مدنيين بعد محاكمة غير عادلة. إلى جانب ما يقارب ال2000 معتقل آخر، حصل نبيل على عفو وأطلق سراحه في 24 يناير 2012 بعد قضائه شهورا في السجن. بعد إطلاق سراحه مباشرة، باشر نبيل بتحدي شرعية القوات المسلحة وانتقاد سجلها في الذكرى الأولى للثورة المصرية.
ناشط آخر على الشبكة استمر في تحدي سياسات الرقابة على الإنترنت كان خالد سعيد، وهو شاب من الإسكندرية تعرض للضرب حتى الموت على يد الشرطة في يونيو 2010 لنشره مقطع فيديو يفضح فساد الشرطة. ألهم مقتله إنشاء صفحة «كلنا خالد سعيد» على الفيسبوك التي أضحت مساحة للتنظيم والحشد على الشبكة. أعتقل نشطاء آخرون وحجزو دون وجه حق - من ضمنهم وائل غنيم، مؤسس ومدير صفحة «كلنا خالد سعيد».

### المساعدة الخارجية للرقابة
باعت شركة ناروس التابعة لمجموعة بوينج معدات للرقابة لحكومة مبارك ساهمت في معرفة المعارضين خلال ثورة 2011.

### قطع الإنترنت في 2011
بدأت مظاهرات مصر في 25 يناير 2011، فقامت الحكومة بحجب تويتر في 25 و26 يناير وبعدها تم حجب فيسبوك أيضا.
في 27 يناير، أكدت عدة مصادر أنه تم حجب الوصول للإنترنت في كامل البلاد. وكانت السلطات قد قامت بذلك عبر إيقافها نظام أسماء النطاقات الرسمي للبلاد، في محاولة لإيقاف الحشد للمظاهرات المناوئة للحكومة. وأشارت تقارير لاحقة أن كل إعلانات بروتوكول البوابة الحدودية إلى خارج البلاد سُحبت، فاصلة كامل البلاد تقريبا من شبكة الإنترنت في بقية العالم، بإستثناء مزود رئيس واحد هو شبكة نور، remained up. وفي حين أن نور أستمرت بالعمل لعدة أيام، إلا أن مساراتها بدأت تُسحب في الساعة 20:46 بالتوقيت العالمي من يوم 31 يناير.
أقر لاحقا أن مزودي الخدمة الخمس الأساسيين - المصرية للإتصالات، فودافون مصر\راية، لينك، اتصالات مصر وإنترنت مصر- فُصلو واحدا تلو الآخر بين الساعة 22:12 و22:25 بالتوقيت العالمي (12:12–12:25 am. الجمعة 28 يناير بتوقيت القاهرة). تبعا لذلك أضحت حوالي 93% من الشبكات المصرية غير متاحة بحلول العصر. أوقفت الخدمة في نطاق بضع عشرات من الدقائق وليس بشكل فوري، الأمر الذي فُسر على أن الشركات تلقت مكالمات هاتفية في وقت واحد، تأمرهم بإيقاف الشبكة، وليس نظاما أوتوماتيكيا يفصل كل المزودين فورا.
يُظهر تحليلBGPMon أن 26 مسار BGP من أصل 2903 المسجلة للشركات المصرية ظلت فاعلة بعد ما لوحظ حجب الإنترنت، أي أن حوالي 88% من كامل الشبكة المصرية فُصل. لدى منظمة “RIPE Réseaux IP Européen” المشرفة على إدارة عناوين الإنترنت في منطقة أوروبا والشرق الأوسط وأجزاء من -إفريقيا، رسمين لنشاط المسارات من مصر، الإعلانات\السحوبات والسوابق المتاحة، بما فيها لقطة من النشاط أثناء الحجب.
بعد حجب الإنترنت مباشرة، بدأ مهندسون في جوجل، تويتر وSayNow، وهي شركة كانت جوجل قد إشترتها في يناير، أعلنت خدمة الصوت لتويتر. أعلنت جوجل على مدونتها الرسمية أن هدف الخدمة مساعدة المحتجين في مصر على البقاء على تواصل أثناء حجب الإنترنت. حيث استطاع المستخدمون الإتصال بهواتفهم وتسجيل رسائل على تويتر واستخدام وسم #Egypt. وكان يمكن الوصول لتلك الرسائل دون إنترنت عبر الإتصال على ذات رقم الهاتف. أولئك المتصلون على الإنترنت بإمكانهم الوصول لتلك الرسائل بزيارتهم لرابط على تويتر (twitter.com/speak2tweet).
مزودي خدمة الإنترنت مثل شركة «شبكة البيانات الفرنسة» (FDN) وفرت أرقام طلب هاتفي مجانية للمكالمات الواردة من مصر لتتصل على الإنترنت عبر خطوط الهاتف. قالت الشركة الفرنسية أن تقديمها للخدمة مسألة مبدئية، ل«المساهمة في حرية التعبير للشعب المصري والسماح لهم بالبقاء متصلين مع بقية العالم.»
بعد إيقاف الإنترنت في مصر، نشر الرئيس الأمريكي باراك أوباما التصريح التالي، داعيا لوقف قطع الإنترنت:

للشعب المصري حقوقا عالمية، وذلك يتضمن الحق في التجمع السلمي وحرية التعبير وحرية تقرير مصيرهم. فهذه حقوق إنسان وستقف الولايات الأمريكية إلى جانبها في كل مكان. كما أدعو الحكومة المصرية أن تتراجع عن ما فعلته للتدخل بالوصول للإنترنت، خدمات الهاتف النقال والمواقع الاجتماعية، وهي كلها تقوم بالكثير من اجل تواصل البشر في القرن 21.
في 2 فبراير، أعيد إيصال الشبكة عبر أربعة من المزودين الرئيسيين في مصر. وبعدها باسبوع، رُفع الحجب والتصفية المكثفة التي حصلت في ذروة الثورة وتم إطلاق سراح المدونين والنشطاء على الإنترنت الذين احتجزو سابقا.

### زيادة الرقابة على الإنترنت بعد 2013
كثفت الحكومة المصرية جهودها وتثبيت قدرتها على مراقبة والتجسس على الرسائل والبيانات المرسلة على شبكة الإنترنت، وأدوات الأمان الرقمي التي تسمح باتصال آمن على الإنترنت. في كثير من الأحوال، عطلت هذه الجهود خدمات التعمية المستخدمة تجاريا أو للخدمات المدنية أو الأفراد لتأمين مراسلاتهم، وتعطلت خدمات التعمية جزئيا أو بالكامل.
لم يلق ذلك التدخل ملاحظة لرأي الجمهور الأوسع حتى ديسمبر 2016، حيث لاحظ مستخدمو برنامج التراسل الآني سيجنال أنه توقف عن العمل في مصر. أكد خبراء الأمن الرقمي أنهم واجهو مشاكل شبيهة منذ أشهر، وهو أمر قاد بعض شركات أمن البيانات إلى إيقاف تحصيل الاشتراكات الشهرية لحين إيجاد حل.
الإشارات إلى أن الحكومة المصرية قامت بمحاولات للحصول على تقنيات تسمح لها برقابة أعلى على شبكات الاتصالات ظهرت على السطح أكثر من مرة. أوضحها تلك التي تكشفت في يوليو 2015 حيث قام مجهولون بتسريب حوالي 400 جيجابايت من بيانات من أنظمة شركة تكنولوجيا المعلومات «هاكينج تيم» ومقرها ميلان، إيطاليا، بما فيها مراسلات بريدية، معلومات اتصال، فواتير وميزانيات تتعلق بصفقات الشركة مع أجهزة الأمن والمخابرات المصرية واتيحت للعموم.
وفي انسجام مع ادلة أخرى، تظهر المستندات المسربة ان السلطات المصرية كانت تحاول الحصول على تقنيات تسمح لهم بجمع بيانات عن مستخدمين محددين عبر مراقبة مباشرة لهم.
أول المشاكل التي واجهتها الشركات والخبراء التي أشارت إلى أن أجهزة الأمن المصرية تستهدف كامل البنية التحتية ظهر في أغسطس 2016. لاحظ تقنيون أن الوصول عبر بروتوكول النقل الآمن (ssh) يتعرض لإعاقة. وهو بروتوكول شائع يستخدم بشكل يومي لإدارة وتنفيذ ملايين عمليات التواصل على الإنترنت مثل إدارة مواقع الويب.

وكرد فعل على التعطيل، قام مستخدمو وزبائن شركة DigitalOcean للاستضافة بالتواصل مع الشركة. التي ردت بأن سبب الأعطال ليس عطلا تقنيا بل يتم تسبيبه بشكل مقصود 
بما أنكم موجودون في مصر، فلن نستطيع أن نفعل الكثير لمنعهم من العبث بالبيانات المارة...حكومتكم تقوم بتفتيش العميق للحزمDPI وتقوم بشكل ما بالعبث بهذه الاتصالات الآمنة.
بعد أيام من ملاحظة الاعتراض المنفذ على بروتوكول SSH، تم اعتراض الوصول إلى بروتوكول HTTPS مؤقتا، حيث استمر بالعمل دون مشاكل لعمالقة شركات الإنترنت مثل جوجل وفيسبوك ولكنه كان يتعرض لاعتراض كامل لدى تصفح أي موقع آخر بشكل آمن. وأشار بحث لمشروع تور إلى أن الاتصالات تتعرض للعبث وأحيانا لزرع محتوى خبيث، وأن حجب بعض المواقع مثل العربي الجديد أدى لحجب محتوى من مواقع أخرى، إن كانت تستخدم ذات شبكة توزيع المحتوى (CDN) 
في يونية 2017، بدأت مصر بحجب 62 موقعا على الأقل في حملة تضمنت مواقع دايلي صباح، Medium، الجزيرة.نت، هافينغتون بوست ومدى مصر إلى جانب مواقع معارضة، مثل البديل، لوجود مواد فيها «تدعم الإرهاب والتشدد وتنشر الأكاذيب». شجب الحجب مؤسسة حرية الفكر والتعبير، مدى مصر ومؤشر الحجب. وذكرت مؤسسة حرية الفكر والتعبير أن «حجب المواقع يخالف 'الدستور المصري'».

### الاعتقالات والقوانين المستخدمة
إلى جانب الحجب، ألقت السلطات المصرية القبض على ناشطين كُثر عبر الإنترنت ووجهت إليهم تهمًا وفقًا لعدد من القوانين المختلفة، أهمها قانون الاتصالات وقانون العقوبات المصري وقانون مكافحة جرائم الإرهاب. ومع أن نصوص هذه القوانين عامة فقد استطاعت السلطات أن توجه من خلالها اتهامات إلى ناشطي ومستخدمي مواقع التواصل الاجتماعي، مثل: إساءة استخدام وسائل التواصل الاجتماعي، نشر الأخبار الكاذبة، والانضمام إلى جماعة إرهابية.
 ونظرًا إلى أن عمليات حصار الإنترنت وقمع مستخدميه أصبحت أوسع مما تحويه القوانين القائمة، فقد سنت الدولة قانون مكافحة جرائم تقنية المعلومات. تهدف الدولة من خلال هذا القانون، الذي يأتي في 45 مادة مقسمة على أربعة أبواب، إلى السيطرة التامة على الإنترنت وقمع مستخدميه وتقنين ممارسات الدولة في الرقابة على هذا الفضاء وحجب مواقع الويب والمراقبة الجماعية على الاتصالات. تم تداول مسودة هذا القانون على مدار ثلاث سنوات متتالية، حتى أقره البرلمان في 5 يونيو 2018، وصدَّق عليه رئيس الجمهورية عبد الفتاح السيسي ونُشر بالجريدة الرسمية، ليصبح ساريًا من 18 أغسطس 2018.
 في الوقت نفسه، وافق مجلس النواب المصري أيضًا على قانون تنظيم الصحافة والإعلام، والذي يمكن من خلال مواده ممارسة الرقابة على الإنترنت، حيث تُعطي مواده المجلس الأعلى لتنظيم الإعلام سلطة توقيع العقوبات على كل موقع إلكتروني شخصي أو مدونة إلكترونية شخصية أو حساب إلكتروني شخصي، متى بلغ عدد متابعيه 5 آلاف شخص أو أكثر، وهو ما يُظهر سعي البرلمان إلى وضع نظام للمراقبة الشاملة على الحسابات والمدونات والمواقع الشخصية، وتمكين المجلس الأعلى للإعلام -والذي لا ينص قانون تنظيمه على هذه الصلاحية- من ملاحقة المواطنين الذين يعبرون عن آرائهم عبر الإنترنت.
 صدَّق رئيس الجمهورية على القانون وأصدره تحت رقم 180 لسنة 2018 في الجريدة الرسمية بتاريخ 27 أغسطس ليصبح ساريًا من وقتها.
في يوليو 2020، أدانت المحكمة المصرية امرأتين لنشرهما مقاطع فيديو على TikTok و Instagram بزعم أنها «تنتهك قيم الأسرة». حُكم على النساء بالسجن لمدة عامين لكل منهما بينما اتهم ثلاثة رجال أيضًا بالتورط حيث ساعدوا النساء على نشر مقاطع الفيديو الخاصة بهن.

## سياسة الاستخدام العادل
أصدرت هيئة تنظيم الاتصالات التابعة لوزارة الاتصالات وتكنولوجيا المعلومات قراراً تلزم به مزودي خدمة الإنترنت في مصر. يلزم هذا القرار الشركات التي تقدم خدمة الإنترنت بتطبيق سياسة الاستخدام العادل على جميع مستخدمي خطوط النطاق العريض في البلاد. أثار هذا القرار الكثير من الانتقادات والاعتراضات في مجتمع مستخدمي الشبكة في مصر وخاصة الشباب لأنهم أكبر فئة متضررة من هذا القرار وتم تطبيق هذا القرار اعتباراً من 14 أغسطس 2009 على العملاء الجدد فقط 
ورغم الغاء القرار في معظم الشركات، الا انه تم تطبيقه من يوم 14 أغسطس على كل العملاء الجدد والقدامى في شركة (فودافون) وما زال معمولا به حتى الآن.

## ثورة الإنترنت
في بداية عام 2014 ظهر على موقع التواصل الإلكتروني -فيسبوك- دعوة لما يسمى (ثورة الإنترنت). وبدأ ظهور صفحات لتوعية المشتركين بحقوقهم والتحذير من استغلال شركات الإنترنت عند تقديم الخدمة لهم، وتم عمل مقاطع مصورة للتوعية بحقوق العملاء وباستغلال شركات الإنترنت ومقارنة الأسعار في مصر بمثيلاتها في الخارج. ومن أهداف تلك الدعوة المطالبة بزيادة السرعات وتخفيض الأسعار لتكون في متناول المواطن المصري وإلغاء سياسة الاستخدام العادل والدعوة لتحسين خدمة العملاء.

## أكثر المواقع زيارة
طبقا لموقع أليكسا  فإن أكثر 10 مواقع زيارة في مصر هي:-
- فيسبوك
- جوجل مصر
- يوتيوب
- جوجل
- اليوم السابع
- البوابة نيوز